# Amabile Cauchi
Amabile Cauchi (* 5. März 1917 in Għajnsielem; † 10. Oktober 1995) war ein maltesischer Politiker.
Als Jugendlicher arbeitete Mabbli, wie Amabile Cauchi auch genannt wurde, als Platzanweiser in einer Kirche seines Geburtsortes.
Cauchi heiratete 1940 Stella Said und hatte mit ihr zehn Kinder, von denen drei sehr jung verstarben.
1946 trat Cauchi der Partei Jones Gozos bei und wurde 1948 das erste Mal ins Parlament gewählt. Später wurde er Mitglied in Paul Boffas Partei und bei den Nationalisten. Er blieb bis 1981 Parlamentarier.
In seinen letzten Lebensjahren widmete sich Cauchi mit seiner Frau seiner Sammlung von Miniskulpturen aus Viehknochen.